# Farge-Vegesacker Eisenbahn
Die Farge-Vegesacker Eisenbahn GmbH (FVE) ist eine Eisenbahngesellschaft, die seit dem 1. November 2024 vollständig der RDC Deutschland  gehört, zuvor Captrain Deutschland (vormals Veolia Cargo). Sie ist Eigentümerin der Bahnstrecke Bremen-Farge–Bremen-Vegesack.

## Geschichte

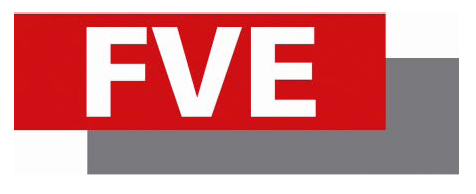
Historisches Logo

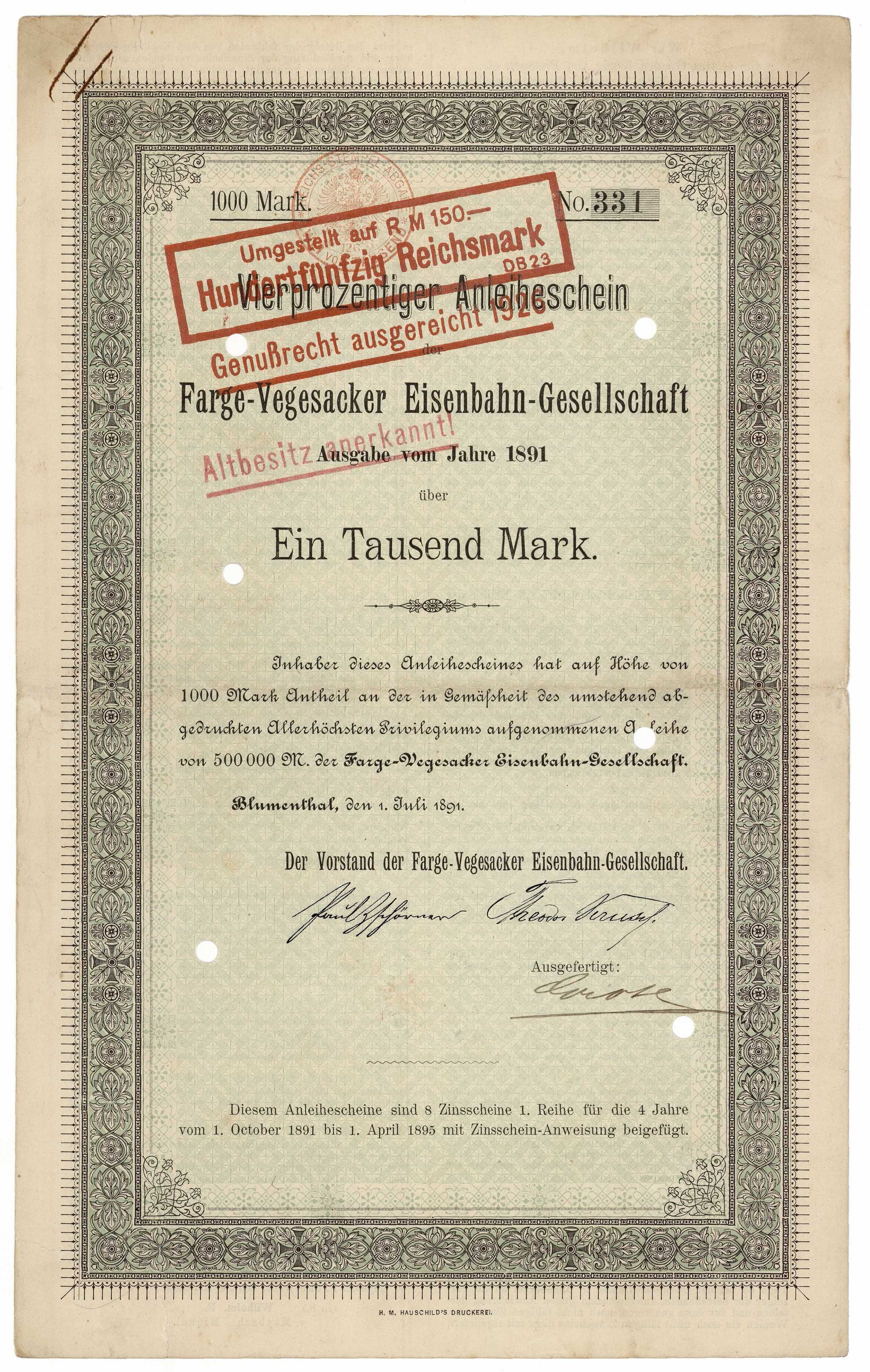
Anleiheschein der Farge-Vegesacker Eisenbahn-Gesellschaft vom 1. Juli 1891

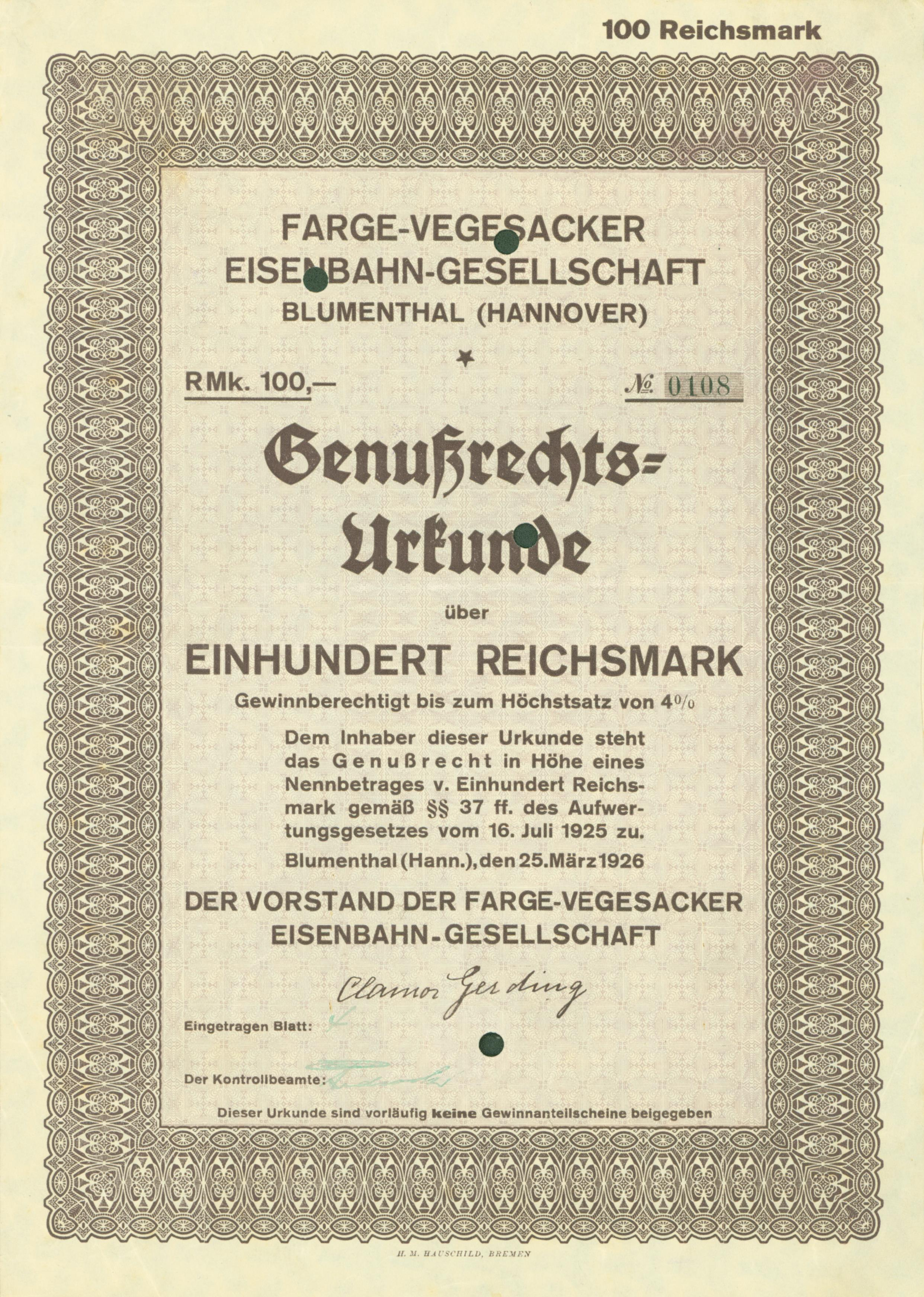
Genußrechtsurkunde der Farge-Vegesacker Eisenbahn-Gesellschaft vom 25. März 1926

Die FVE wurde als Aktiengesellschaft gegründet und eröffnete am 31. Dezember 1888 die 10,44 km lange normalspurige und größtenteils eingleisige Bahnstrecke Bremen-Farge–Bremen-Vegesack, von der damals nur 0,11 km im Bereich des Ausgangsbahnhofs Grohn-Vegesack im Gebiet der Stadtgemeinde Bremen lagen. Der gesamte „Rest“ der Strecke mit der Station Blumenthal, wo bis 1928 der Sitz des Unternehmens war, und den weiteren Stationen Aumund, Rönnebeck und Farge-Ost (Anschluss Niederweserbahn) verlief durch Gebiet der damaligen preußischen Provinz Hannover, das erst 1939 in die Stadt Bremen eingegliedert wurde.
Den Betrieb führte zunächst die Preußische Staatsbahn; erst am 1. Oktober 1927 – als die Aktienmehrheit auf die AG für Verkehrswesen (AGV) übergegangen war – übernahm ihn deren Tochter, die Allgemeine Deutsche Eisenbahn-Betriebs-GmbH (ADEG), der ab 1945 die Deutsche Eisenbahn-Gesellschaft folgte.
Die 1953 in eine GmbH umgewandelte Aktiengesellschaft wurde 1998 von der Connex-Gruppe (ab 2005 Veolia Transport) übernommen. Veolia verkaufte seine Sparte für Schienengüterverkehr und Eisenbahninfrastruktur, zu dem die FVE gehörte, im Dezember 2009 an die SNCF, die das Mutterunternehmen in Captrain Deutschland umbenannte. Zum 1. November 2024 wurde die FVE von RDC Deutschland übernommen. Damit setzt Captrain eine Fokussierung auf Logistiktätigkeiten und den Rückzug aus Infrastrukturbetrieben um.